# Кальво, Карлос
Карлос Ка́льво (исп. Carlos Calvo; 26 февраля 1824, Монтевидео, Уругвай — 4 мая 1906, Париж) — аргентинский дипломат, историк, публицист. Юрист-международник.
Член Испанской королевской академии истории, иностранный член Академии моральных и политических наук Института Франции (с 1892).

## Биография
Родился в Уругвае. Несколько лет жил в Буэнос-Айресе, где изучал право и специализировался в области международного права. Стал юристом.
C 1853 года на дипломатической службе, был послом Аргентины в Уругвае, Парагвае, Франции, Бельгии, Ватикане, Великобритании, Германии, Австро-Венгрии, России.
В 1862 году участвовал в создании Института международного права (Гент, Бельгия).
Автор фундаментального собрания латиноамериканских дипломатических документов.
Выдающимся авторитетом в области международного права стал после выхода в свет капитального труда «Теория и практика международного права в Европе и Америке» (Derecho internacional terico y prctico de Europa y America, 1863).

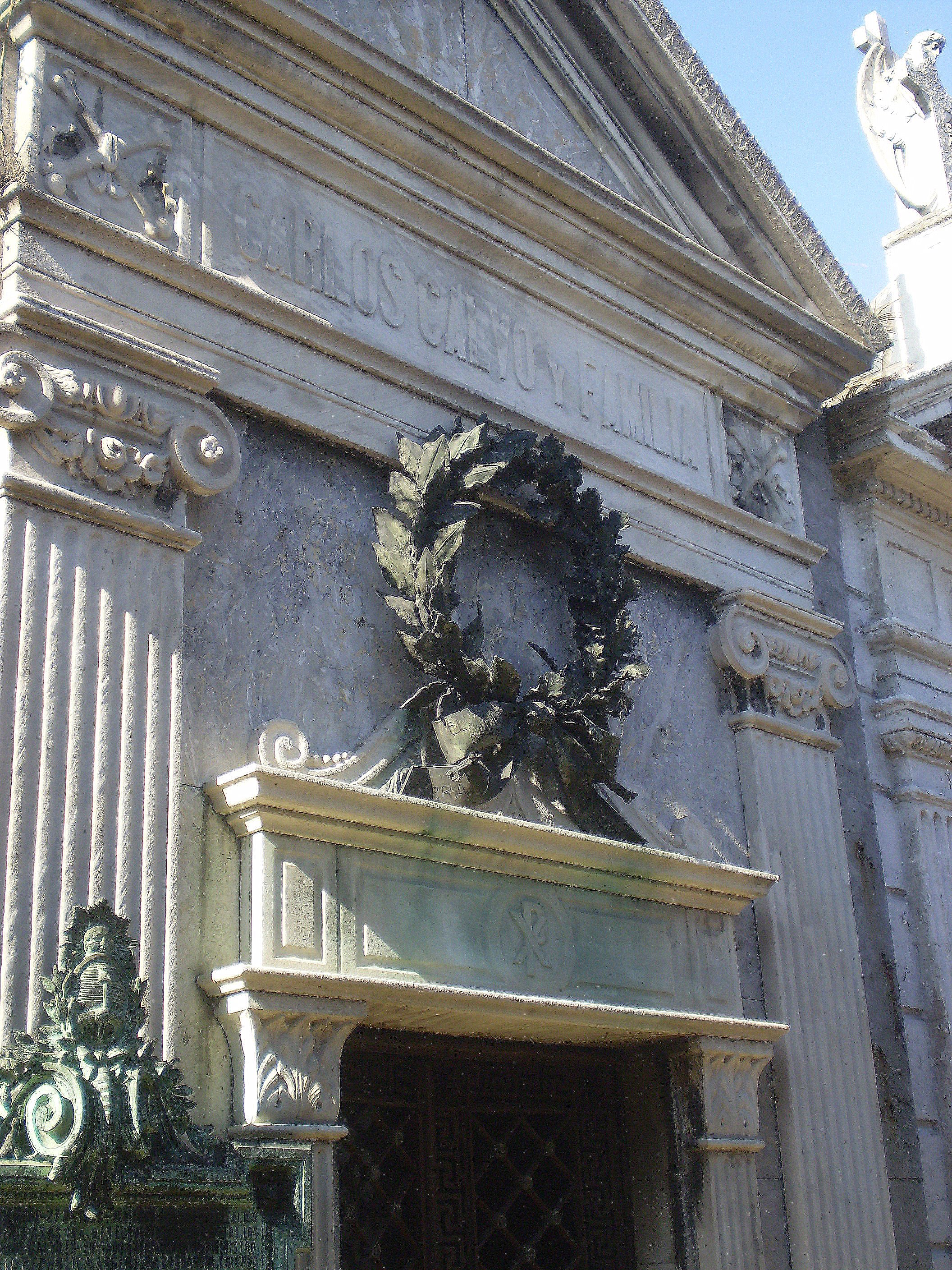
Мавзолей К. Кальво на кладбище Реколета в Буэнос-Айресе.

В 1868 году выдвинул доктрину, согласно которой удовлетворение долговых претензий отдельного лица к правительству другого государства не может осуществляться путём дипломатического или вооружённого вмешательства страны, гражданином которой он является. Согласно доктрине К. Кальво, правительство также не несёт ответственность за убытки, причинённые иностранцам в результате внутренних беспорядков или гражданской войны. Доктрина К. Кальво имела целью предотвратить вмешательство европейских держав во внутренние дела стран Латинской Америки под предлогом защиты частных интересов их граждан. Эти положения вошли во многие конституции стран Латинской Америки (так называемая, статья Кальво), были включены в некоторые договоры латиноамериканских государств между собой и с европейскими странами (Итало-парагвайский договор 1893, Франко-мексикано-никарагуанский договор 1894).
В 1864—1875 годах опубликовал 5-томные «Исторические анналы латиноамериканской войны за независимость» (Annales historiques de la rvolution de l’Amrique latine).
В 1902 году его доктрина была развита министром иностранных дел Аргентины Л. М. Драго.
Награждён командорским орденом Почётного легиона.
Умер Кальво в Париже 4 мая 1906 года. Похоронен на кладбище Реколета в Буэнос-Айресе.